# Korenmolen (Rockanje)
De korenmolen van Rockanje is een in 1718 gebouwde korenmolen in het Zuid-Hollandse Rockanje, als opvolger van een in het jaar ervoor omgewaaide standerdmolen. Na zes standerdmolens op dezelfde plek, waarvan de oudste in 1388 was gebouwd, was dit de eerste stenen molen. Deze kon niet omwaaien, een lot dat alle standerdmolens op de dijk had getroffen.
De naamloze molen met drie koppels stenen is voor het laatst in 1988 gerestaureerd; nadien is de toestand achteruitgegaan en stond de molen een aantal jaren stil. Sinds begin 2008 heeft de molen een nieuwe eigenaar, de molen in 2008 - 2009 heeft laten opknappen. De molen draait weer sinds voorjaar 2009.

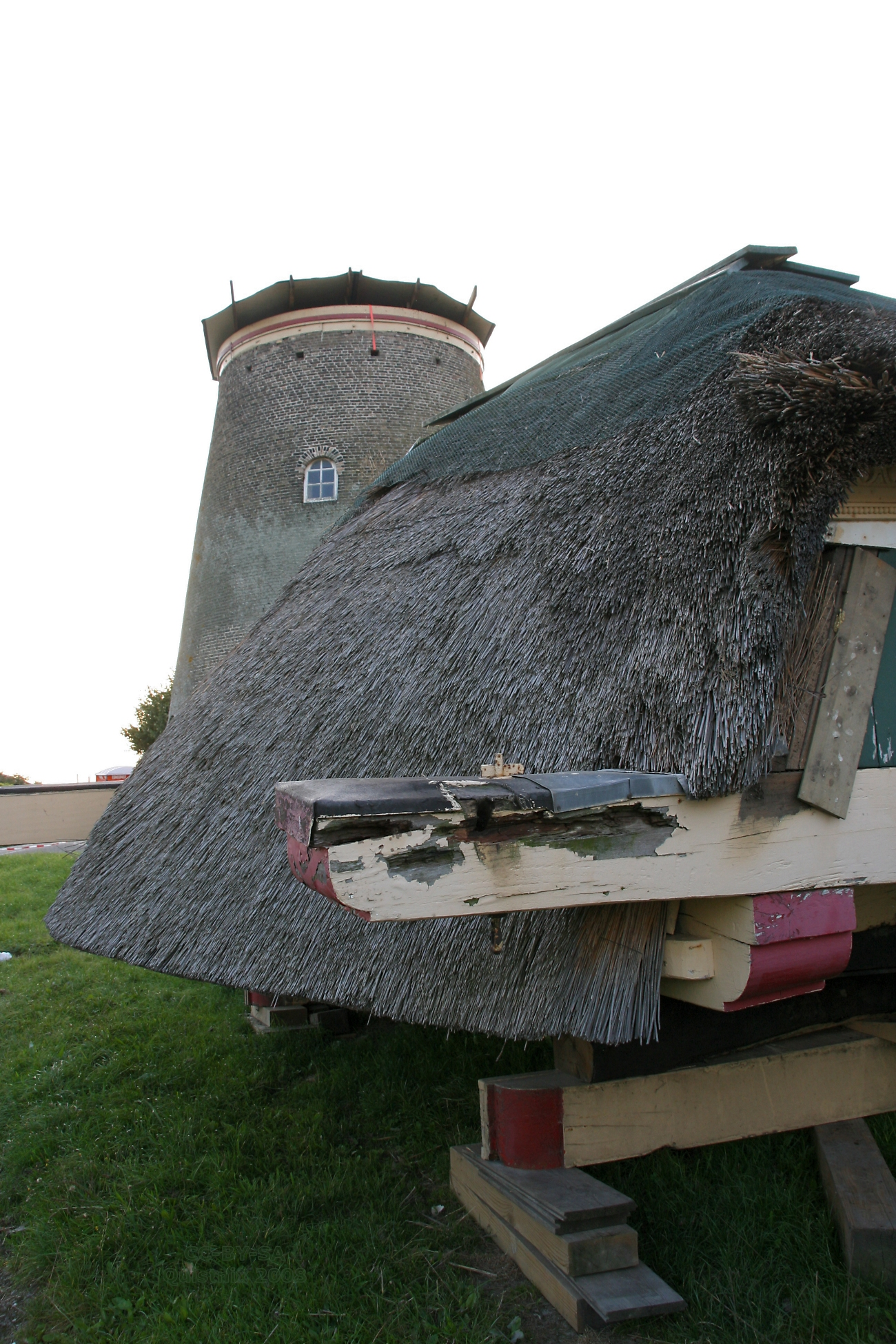
De kap ligt naast de romp
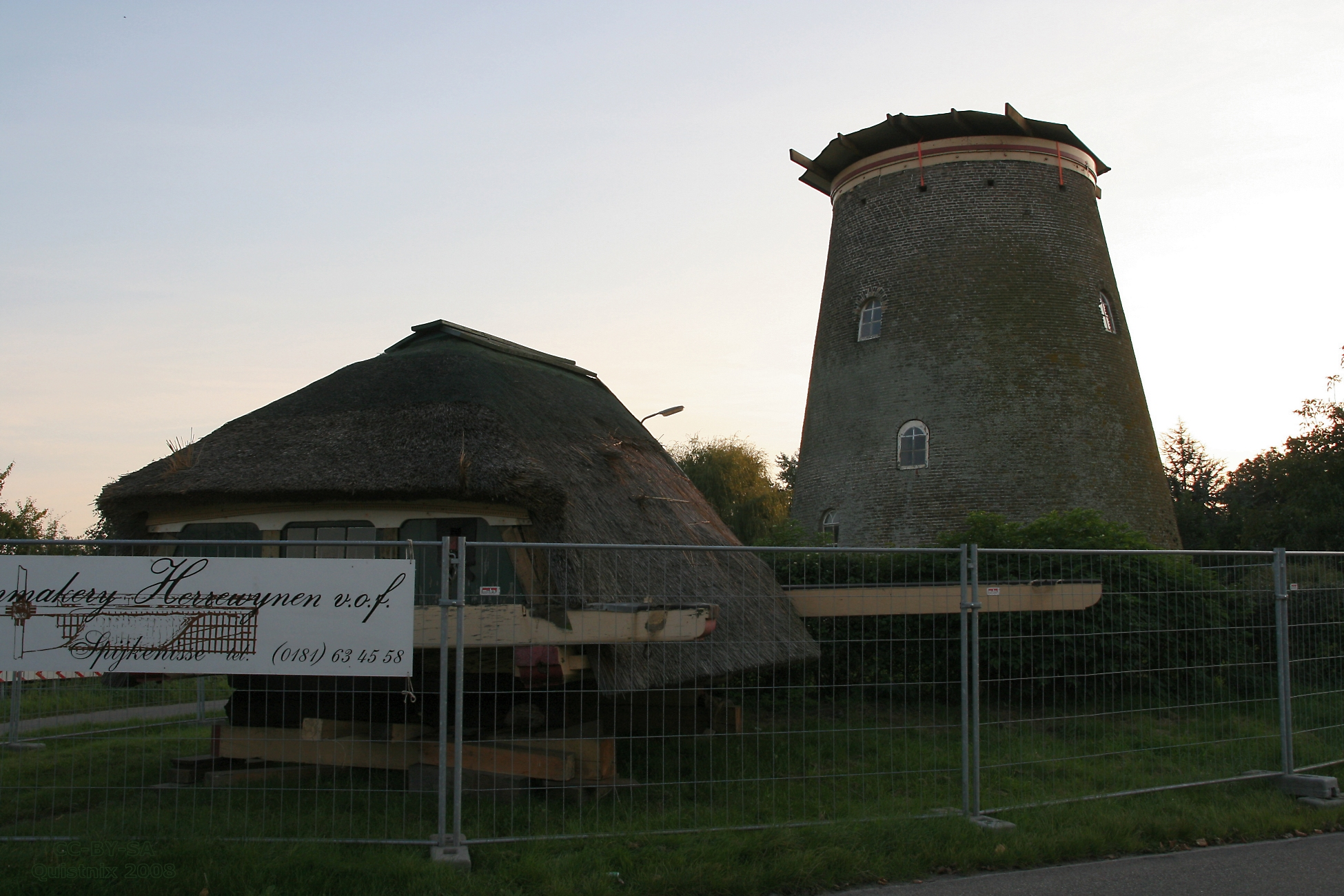
(sept 2008)